# Municipio de Fish Lake
El municipio de Fish Lake (en inglés: Fish Lake Township) es un municipio ubicado en el condado de Chisago en el estado estadounidense de Minnesota. En el año 2010 tenía una población de 2012 habitantes y una densidad poblacional de 22,38 personas por km².

## Geografía
El municipio de Fish Lake se encuentra ubicado en las coordenadas 45°36′58″N 93°4′17″O / 45.61611, -93.07139. Según la Oficina del Censo de los Estados Unidos, el municipio tiene una superficie total de 89.89 km², de la cual 83,46 km² corresponden a tierra firme y (7,14 %) 6,42 km² es agua.

## Demografía
Según el censo de 2010, había 2012 personas residiendo en el municipio de Fish Lake. La densidad de población era de 22,38 hab./km². De los 2012 habitantes, el municipio de Fish Lake estaba compuesto por el 96,27 % blancos, el 0,3 % eran afroamericanos, el 0,4 % eran amerindios, el 0,89 % eran asiáticos, el 0,4 % eran de otras razas y el 1,74 % eran de una mezcla de razas. Del total de la población el 1,44 % eran hispanos o latinos de cualquier raza.